# Usimbardi (famiglia)
Gli Usimbardi sono stati una famiglia notabile di Colle di Val d'Elsa e Firenze.
Al pari di altre famiglie del ceto dirigente colligiano, anche i membri di questo casato andarono legando il proprio destino a quello della corte granducale sino a distinguersi in maniera peculiare per alcuni importanti incarichi nella burocrazia governativa, in ambito ecclesiastico e giuridico. Così, a cavallo tra XVI e XVII secolo, Pietro e il fratello Usimbardo furono dapprima segretari del cardinale de’ Medici in Roma, entrambi divennero poi segretari di Stato, finché non furono elevati rispettivamente alla cattedra vescovile di Arezzo e a quella della neoeretta diocesi di Colle di Val d'Elsa. Lorenzo Usimbardi assunse, a sua volta, il ruolo di segretario granducale e ricoprì contemporaneamente numerosi uffici pubblici insieme agli altri due fratelli, Claudio e Fulvio.

## Ipotesi sull’origine della famiglia

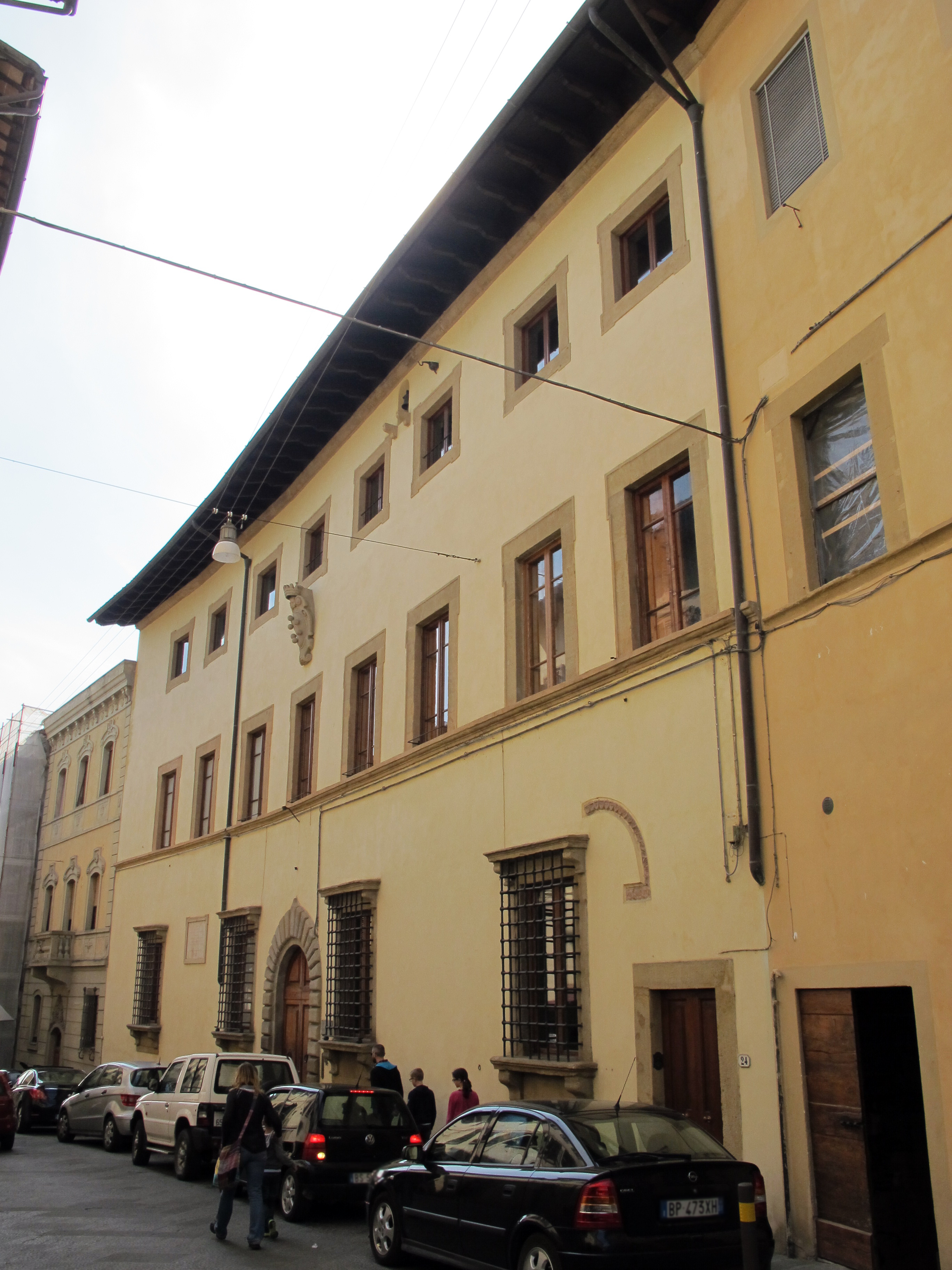
Palazzo Usimbardi a Colle

L’origine della famiglia ha suscitato interrogativi e ipotesi, soprattutto in riferimento alle origini più remote.
Il cognome deriva evidentemente da un patronimico, trattandosi di un genitivo latino che significa «di Usimbardo», dal nome di un avo assunto a capostipite. Lo studioso colligiano Francesco Dini ha considerato come il nome Usimbardo sia ricorrente nell’albero genealogico dei Picchinesi o da Picchena e, di conseguenza, ha supposto che gli Usimbardi ne costituissero un ramo. Com’è noto, questa fu una potente famiglia feudale di legge longobarda con sede a Picchena, vicino a Castel San Gimignano.
Si può ipotizzare che gli Usimbardi abbiano avuti significativi legami con quell’Usimbardo Picchinesi, che fu tra i protagonisti della sommossa contro la signoria magnatizia dei Tancredi, instaurata in Colle nel secondo decennio del ‘300 e culminata tragicamente, il 10 marzo 1331, con l’uccisione del capitano del popolo ed ex arciprete messer Albizzo Tancredi. Usimbardo da Picchena era, all’epoca, il capo della famiglia e i suoi figli Biagio, Gualfredo, Monaldo e Niccolò furono tra i protagonisti del nuovo assetto istituzionale; dopo la morte del Tancredi, infatti, il populus colligiano cooptò immediatamente al governo la famiglia dei Picchinesi. Non è escluso che ai fatti sopra accennati abbiano partecipato, rivestendo un ruolo non secondario, anche esponenti della famiglia Usimbardi perché, come ricorda il Villani, la rivolta contro i Tancredi si attuò «coll’aiuto di quegli da Montegabri e da Picchiena».
A conferma di tale legame, bisogna evidenziare che gli Usimbardi ebbero dimora a Montegabbro, località vicinissima a Picchena e, quando si trasferirono in Colle, costruirono la propria casa nel Terzo di S. Caterina accanto al cosiddetto «palagione» dei da Picchena.

## La genealogia
Va sottolineato che gli Usimbardi si contraddistinguono come una famiglia di notai fin dai primi antenati conosciuti e sono giunti a noi i loro protocolli, conservati presso l’Archivio di Stato di Firenze, ove sempre si firmano con il solo patronimico, secondo la discendenza nel ramo maschile.
Il cognome Usimbardi appare utilizzato in seguito, dalla fine del XV secolo, quando si registra anche a Colle il processo di aristocratizzazione delle famiglie più eminenti che si concretizza nell’introduzione del cognome e nell’affiancamento di appellativi.
I più antichi protocolli giunti sino a noi sono quelli rogati da ser Cristofano figlio di ser Michele del fu ser Danza, che vanno dal 1358 al 1399. Dai protocolli di Cristofano di Michele di Danza e dai protocolli della sua discendenza ricostruiamo in maniera completa e certa l’albero genealogico degli Usimbardi.

## La discendenza di messer Francesco

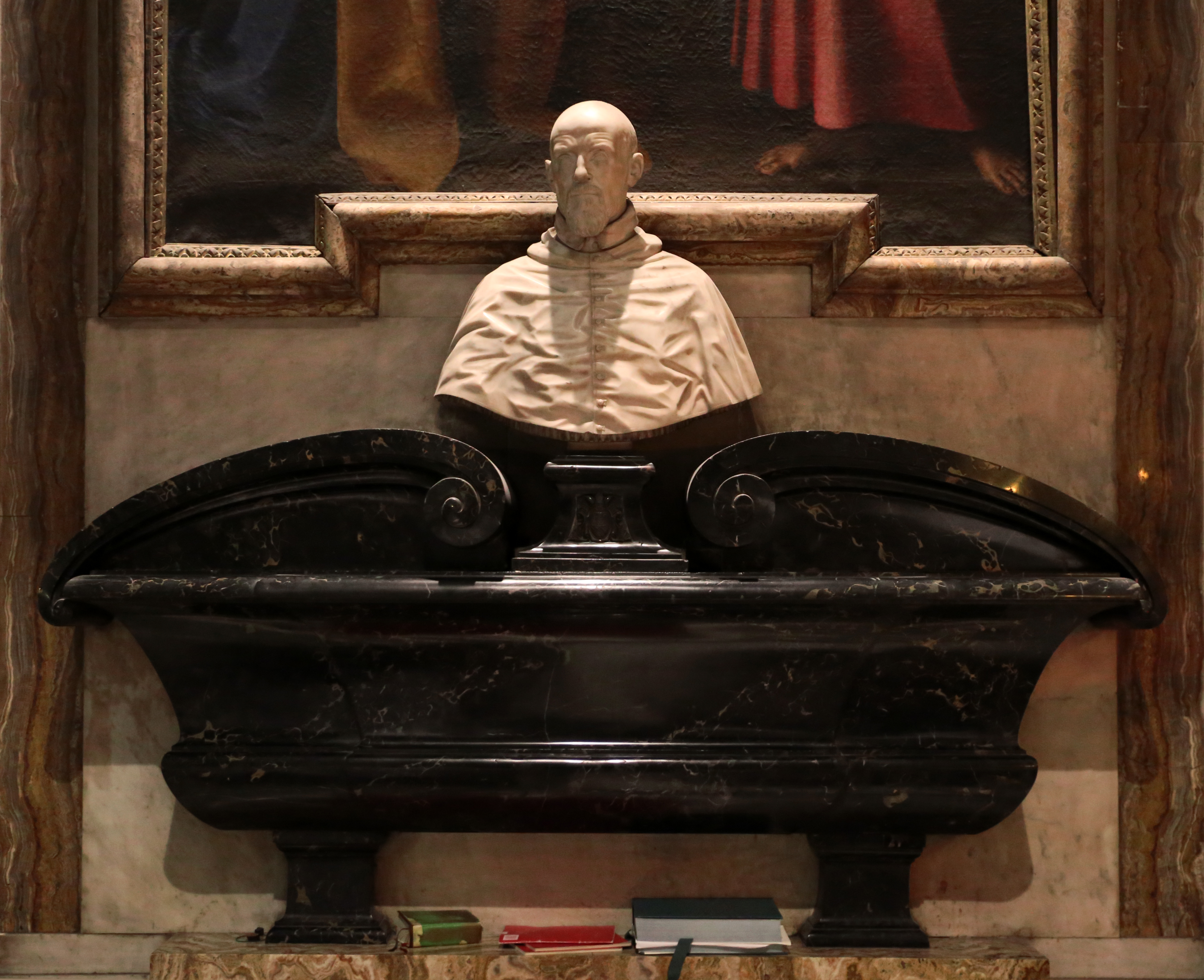
Felice Palma, monumento funebre del vescovo Usimbardo Usimbardi

Nel corso del XVI secolo, seguendo la consolidata tradizione familiare, Francesco intraprese gli studi giuridici, giunse alla laurea e, quindi, esercitò la professione degli avi. A lui si deve la svolta che portò gli Usimbardi al massimo splendore e li trasformò da oscura famiglia di provincia in una grande casata.
Egli sposò Maddalena di Alessandro di Filippo Vivini e da lei ebbe cinque figli: Pietro (1539-1611), Lorenzo (1547-1636), Usimbardo (1552-1612), Claudio (1556-1638) e Fulvio (1559-1627), ai quali seppe impartire una solida educazione.
Guglielmo Enrico Saltini ha ritenuto che le risorse economiche di casa Usimbardi fossero scarse e che per questo motivo messer Francesco non avrebbe potuto far altro che indirizzare il primogenito Pietro al sacerdozio e raccomandarlo all’amico abate Bernardo Giusti da Colle. In realtà, almeno a giudicare dalla genealogia familiare e dai prestigiosi incarichi pubblici ricoperti dallo stesso Francesco, sembrerebbe che la famiglia fosse benestante e una delle maggiori di Colle.
Piuttosto si può congetturare che, vestito l’abito ecclesiastico, Pietro mostrasse tanto talento da indurre il padre a presentarlo all’abate Giusti, che fu segretario del cardinale Giovanni de’ Medici e, dopo la morte di costui (1562), del fratello Ferdinando. Il Giusti, conosciuto il giovane, chiese e ottenne di associarlo a sé come aiutante di segreteria e a questo evento, anche per una serie di circostanze favorevoli, seguì l’ascesa degli Usimbardi.
Usimbardo, anch’egli sacerdote, fu chiamato a Roma presso la curia cardinalizia: «His felicibus fultus praesidiis», sottolineò Cristoforo Talenti in uno scritto celebrativo, «iuvenis Romam profectus apud munificentissimum literatorum omnium Mecenatem Cardinalem Mediceum commoratur; atque in ea Domo, in ea Curia, in ea Urbe Usimbardus se reddidit». Lorenzo, fratello secondogenito, ricoprì vari incarichi di giudice e di podestà nello Stato della Chiesa.
Nel 1587, con il ritorno a Firenze insieme al nuovo granduca, Pietro Usimbardi fu promosso primo segretario di Stato o «segretario di camera»; carica concessagli da Ferdinando I con motuproprio del 2 novembre 1587. La segreteria risultava composta da undici funzionari, investiti ciascuno di specifiche competenze, ma il motuproprio granducale precisava che Pietro dovesse essere «conscio et partecipe di tutti li negotii che passaranno per mani delli altri, et che li mandino a vedere le lettere delle loro provincie». Tra gli undici funzionari era anche Usimbardo, che continuò l’incarico di segretario a fianco di Ferdinando e del proprio fratello maggiore.
A questo evento e probabilmente anche al fatto che il 2 dicembre 1588 il senato fiorentino aveva concesso il rango di cittadino a messer Francesco Usimbardi e, in perpetuo, a tutta la sua discendenza maschile si deve la rapida carriera degli altri fratelli, i quali ricoprirono numerosi uffici nell’amministrazione granducale tra il 1587 e il 1638, arrivando a cumulare diverse cariche.
La stima guadagnata presso Sisto V durante il periodo romano e l’influente intervento di Ferdinando I valsero a Pietro la nomina al vescovado vacante d’Arezzo con bolla del 9 gennaio 1589. L’Usimbardi chiese allora a Ferdinando I di potersi ritirare dalle cariche di Stato per svolgere, secondo coscienza, il proprio magistero pastorale. Al granduca, che lo esortava a restare a corte, Pietro rispose di avergli procurato un abile e fedele successore nel proprio fratello Lorenzo, il quale, infatti, dopo essere stato capitano di Giustizia a Siena dal 1587, il 3 giugno 1591 venne chiamato a corte con la qualifica di segretario e con il «dipartimento di tutti gli affari interni e particolarmente delli economici».
Clemente VIII, con bolla del 5 giugno 1592, istituì la diocesi di Colle e contestualmente nominò il primo vescovo nella persona del canonico Usimbardo Usimbardi.

## L’asserita e riconosciuta provenienza fiorentina

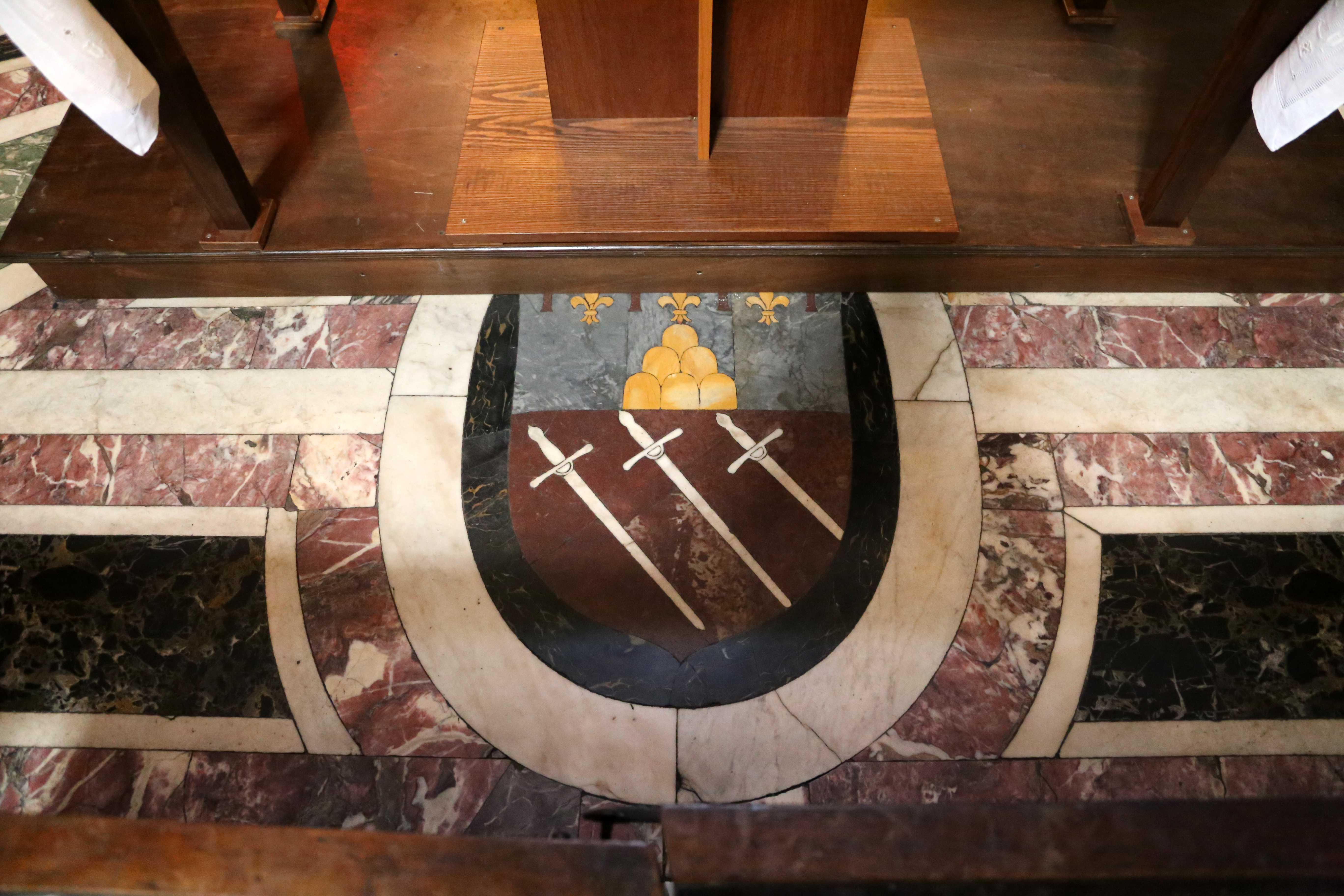
Stemma Usimbardi nella cappella in Santa Trinita (Firenze)

Il 13 gennaio 1606, su iniziativa di Claudio, la casata venne riconosciuta dal Magistrato supremo come ramo degli antichi Usimbardi di Firenze, esiliati nel ‘200 perché ghibellini ed estinti nel ramo fiorentino da circa un secolo e mezzo. Tale dichiarazione, pur poggiando su fondamenta discutibili, rivestiva tuttavia grande importanza in quanto innestava gli Usimbardi nella storia fiorentina, facendo risalire le loro origini ad una famiglia patrizia che aveva ricoperto il consolato nel XII secolo.
Nondimeno, la provenienza da Firenze risulta già affermata e ben esposta in varie fonti della fine del ‘500, una perfino edita: la Laudatio Usimbardi Usimbardij primi Collensium Episcopi del colligiano Antonio Renieri, il quale si sofferma sulla storia della famiglia, giunta a Colle circa 250 anni prima. Sembra che l’origine fiorentina fosse stata rivendicata già nel 1394. La Biblioteca Nazionale Centrale di Firenze conserva vari studi di antichi genealogisti e, tra questi, il manoscritto Biscioni riporta la seguente memoria:
L’espressione «quelli da Monte Gabio» ricorda il passo della cronaca di Giovanni Villani relativo alla sommossa contro i Tancredi: 
Confermerebbe così quanto supposto sopra circa un coinvolgimento degli Usimbardi nei fatti del 1331 e anche un loro ruolo di qualche rilievo nel castello di Montegabbro.
L’albero familiare manoscritto, ricostruito nel XVII secolo dal celebre accademico e genealogista Cosimo della Rena (1615-1696), illustra compiutamente i legami con la famiglia fiorentina, ma non si hanno gli strumenti ovvero i documenti per verificare quanto vi è riportato.